# Erwan Berthou
Erwan Berthou, també Erwan Bertou, Yves Berthou, Kaledvoulc'h, Alc’houeder Treger o Erwanig, (Pleubian, 4 de setembre de 1861 - 30 de gener de 1933) fou un bard i escriptor bretó. Estudià al seminari catòlic de Tréguier (1873-1876), després al Col·legi de Lannion (1876-1877). Després s'allistà a la Marina, i durant 5 anys va visitar Àfrica, les Antilles i la Xina. També treballà com a enginyer a Le Havre des de 1896. Va col·laborar a la revista L'Hermine i a la Revue des provinces de l'Ouest. El 1897 va editar la petita revista La Trêve de Dieu, que només durà un any. El 1898 treballà com a enginyer a París als Establiments Niclausse.
El 1899 formà part de la delegació de 22 bretons que participaren en el Gorsedd de Cardiff. Aleshores s'implicà en el moviment regionalista bretó, fou membre actiu de la Unió Regionalista Bretona i participà en la creació del Gorsedd bretó, del que en fou Gran Druïda de 1903 a 1933 amb el nom de Kaledvoulc'h. També participà esporàdicament a la revista Brug d'Émile Masson.
El 1918, va tornar a viure Pleubian a regentar la granja dels seus pares. La seva decepció va ser gran. Es va trobar en la pobresa com a resultat de la inflació després de la guerra. Els últims anys van ser tan miserable que la seva dona va perdre la raó. François Taldir-Jaffrenou i el notari François Even organitzaren una col·lecta en el moviment bretó per a ajudar-lo.

## Obres
- Cœur breton, primeres poesies, 1892
- La Lande fleurie, 1894
- Les Fontaines miraculeuses, 1896
- Âmes simples, poema dramàtic, 1896
- La Semaine des Quatre Jeudis, balades, 1898
- Le Pays qui Parle, poème, 1903.
- Dre an dellen hag ar c'horn-boud. (Per l'arpa i pel cor de guerra). Saint-Brieuc/ París René Prud'homme & Moriz an Dault 1904
- Triades des Bardes de l'île de Bretagne, 1906
- Istor Breiz, 1910.
- Kevrin Barzed Breiz, tractat de versificació bretona, 1912.
- Les Vessies pour des Lanternes, polèmica, 1913.
- Lemenik, skouer ar Varzed, 1914.
- Ivin ha Lore, gwerziou, 1914.
- Dernière Gerbe, poésies, 1914.
- Avalou Stoup, rimadellou, 1914.
- Hostaliri Surat, 1914.
- Daouzek Abostol, 1928.
- Sous le chêne des druides P. Heugel Editeur 1931
- En Bro-Dreger a-dreuz parkoù (1910-1911), reedició Mouladurioù Hor Yezh, 1985
- Lemenik : skouer ar varzhed. - Lesneven: "Hor Yezh", 2001